# جو مک‌نالی

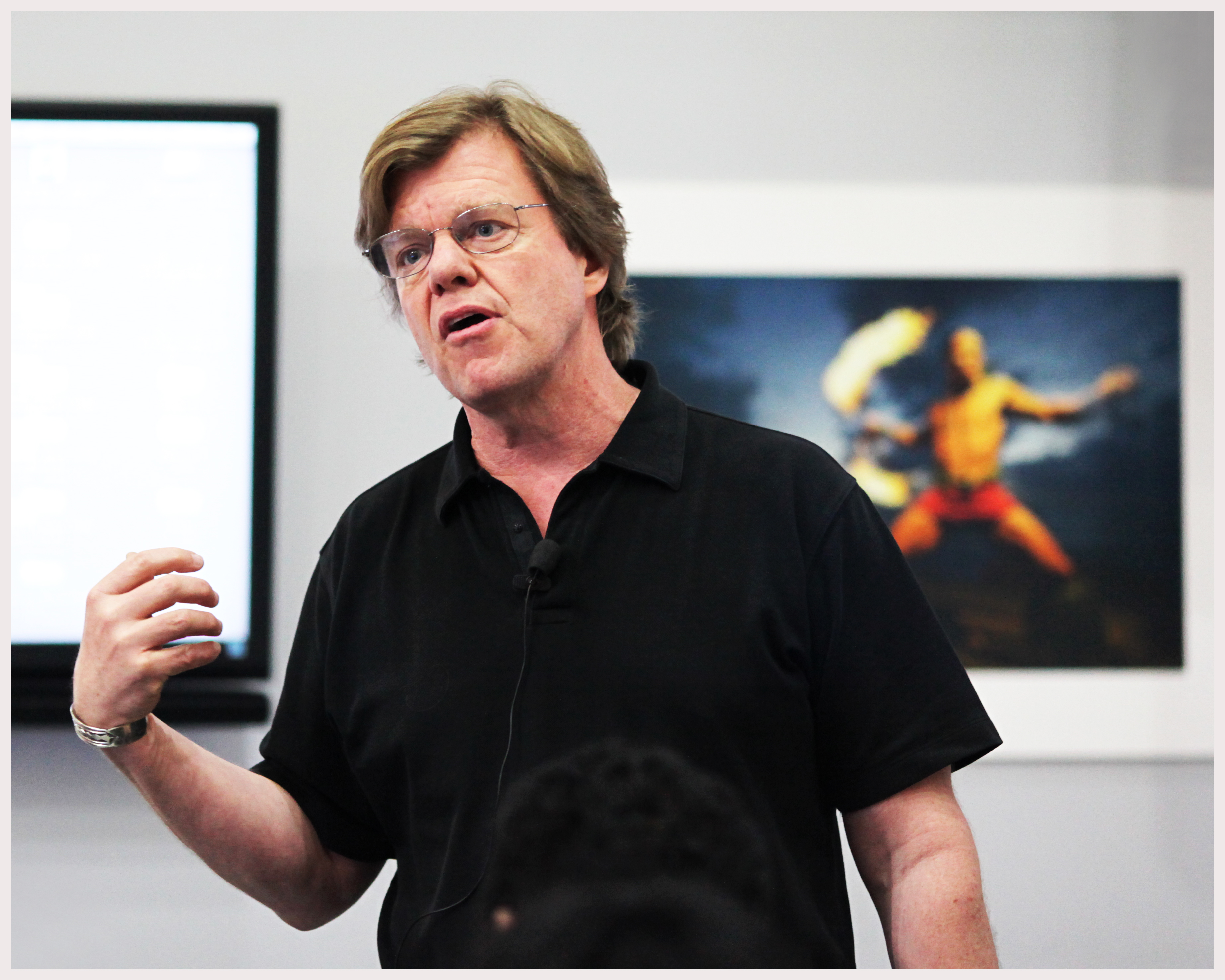
جو مک‌نالی

جو مک‌نالی (به انگلیسی: Joe McNally) عکاس متولد ۱۹۵۲ میلادی اهل ایالات متحده آمریکا است که از سال ۱۹۸۷ برای موسسهٔ انجمن جغرافیای ملی عکاسی می‌کند. وی برای مجله‌های بسیار زیادی عکاسی کرده و برای کمپانی‌های بسیار بزرگی نیز (مانند FedEx, Nikon, Sony, Land's End, General Electric, MetLife, Bogen, Adidas, Kelby Media Group, Wildlife Conservation Society) عکاسی تبلیغاتی نموده است.
تالیفاتی چون Hot Shoe Diaries, The: Big Light from Small Flashes و نیز The Moment It Clicks: Photography secrets from one of the world's top shooters را در کارنامهٔ خود دارد. از دیگر عوامل معروفیت وی، استفادهٔ فراوان و سنگینی است که از سیستم فلاش‌های هاتشوئی نیکون موسوم به CLS می‌نماید.